# Terecka Republika Radziecka
Terecka Republika Radziecka (ros. Терская Советская Республика) – republika radziecka, utworzona w marcu 1918 r. na części terenów Północnego Kaukazu kontrolowanych przez bolszewików. Funkcjonowała do lutego 1919 r. (od lata 1918 r. jako część składowa Północnokaukaskiej Republiki Radzieckiej), gdy jej terytorium zostało opanowane przez białych.

## Historia

### Okoliczności powstania republiki
Upadek Imperium Rosyjskiego w regionie Tereku rozpoczął okres gwałtownych starć między żyjącymi na tym obszarze ludami i plemionami, a także walk bratobójczych w ich obrębie. O wpływy rywalizowały młode elity, zaangażowane w schyłkowych latach carskiej Rosji w ruchy narodowe tutejszych ludów oraz islamscy kaznodzieje, wzywający do świętej wojny przeciwko chrześcijanom. Do końca 1917 r. Czeczeni i Ingusze zjednoczyli się przeciwko Rosjanom. Ci z kolei skupiali się w dwóch ośrodkach: Kozacy tereccy po rewolucji lutowej i obaleniu caratu utworzyli własny rząd, w nadziei na współpracę z Kozakami kubańskimi i dońskimi. Natomiast wśród Rosjan niewywodzących się z rodzin kozackich (inogorodnych) największą popularnością cieszyli się bolszewicy. Bolszewicy dążyli do skupienia wokół siebie wszystkich Rosjan broniących się przed Czeczenami i Inguszami. W walki rosyjsko-czeczeńskie i rosyjsko-inguskie oraz w wydarzenia rewolucyjne masowo włączali się żołnierze rosyjscy powracający z dawnego frontu kaukaskiego I wojny światowej, którzy, zanim wrócili do domów, na długo zatrzymywali się w miastach nad Terekiem.
W styczniu 1918 r. w Mozdoku zebrał się zjazd, na który przybyły wszystkie liczące się wśród ludności rosyjskiej siły – bolszewicy, mienszewicy, eserowcy, Kozacy. Spośród ludów kaukaskich swoją delegację przysłali jedynie Osetyjczycy. Zjazd powołał do życia radę, w której reprezentowane były wszystkie obecne partie socjalistyczne i która ogłosiła przejęcie władzy w regionie. 3 marca na drugim zjeździe 1918 r. rada proklamowała utworzenie Tereckiej Republiki Radzieckiej ze stolicą we Władykaukazie, a uzbrojone oddziały robotników i ubogich górali kaukaskich wypędziły z miasta rząd kozacki, Tymczasowy Rząd Terecko-Dagestański, który udał się do Temir-Chan-Szury.

### Skład rządu Tereckiej Republiki Radzieckiej[3]
- Samuel Buaczidze, przewodniczący (bolszewik)
- J. Figatner, komisarz spraw wewnętrznych (bolszewik)
- J. Butyrin, komisarz spraw wojskowych (mienszewik-internacjonalista)
- I. Elerdow, komisarz przemysłu i handlu (mienszewik-internacjonalista)
- K. Digurow, komisarz sprawiedliwości (bezpartyjny)
- J. Paszkowski, komisarz podziału ziemi (lewicowy eserowiec)
- S. Dołobko, komisarz transportu kolejowego (bolszewik)
- J. Bogdanow, komisarz pracy (mienszewik-internacjonalista)
- J. Markus, komisarz oświaty (bolszewik)
- A. Andriejew, komisarz finansów (lewicowy eserowiec)
- I. Iwanczenko, komisarz zdrowia (lewicowy eserowiec)
- G. Achrijew, komisarz ds. narodowości (bezpartyjny)
- A. Somow, komisarz ds. Kozaków tereckich (bezpartyjny)
- P. Karpinski, komisarz kontroli (lewicowy eserowiec).

### Funkcjonowanie republiki
Buaczidze krótko po proklamowaniu republiki ogłosił jej włączenie do Rosyjskiej Socjalistycznej Federacyjnej Republiki Radzieckiej, jednak jej władze zaleciły mu ostrożność i kontynuowanie współpracy z innymi partiami socjalistycznymi. Bolszewicy w regionie Tereku kontynuowali tę współpracę także wtedy, gdy w innych regionach Rosji została ona zupełnie zerwana. Ostatecznie republika terska została jedynie autonomiczną składową Północnokaukaskiej Republiki Radzieckiej. W maju 1918 r. miał miejsce III zjazd ludów Tereku, który rozpatrzył kwestie podziału ziemi i organizacji sił zbrojnych. Zdecydował, iż ludy miejscowe (Czeczeni, Ingusze, Osetyjczycy, Bałkarzy) mieli prawo odzyskać swoje dawne ziemie z rąk Kozaków, ci zaś mieli zostać przesiedleni.
Na terenie republiki zostały znacjonalizowane zakłady przemysłowe, przede wszystkim naftowe, rozlokowane w okolicach Groznego. Kwestia reformy rolnej stała się natomiast przedmiotem gwałtownych sporów w radzie komisarzy ludowych. Podczas gdy zwolennicy bolszewików, inogorodnyje i ludy górskie, domagali się jej natychmiastowo, rząd odkładał decyzje w tej sprawie, bojąc się konfliktu z Kozakami. Gdy ostatecznie ogłosił nacjonalizację ziemi, faktycznie wybuchło przeciwko niemu powstanie kozackie. 20 czerwca 1918 r. z rąk Kozaków zginął Buaczidze, którego na stanowisku przewodniczącego rady komisarzy ludowych zastąpił Paszkowski. Powstańcy zdobyli Władykaukaz.
Czwarty zjazd, rozciągnięty w czasie między czerwcem a sierpniem 1918 r. zjazd ludów Tereku z udziałem 750 delegatów, reprezentujących wszystkie grupy etniczne, opracował strategię walki z siłami kontrrewolucyjnymi i wybrał F. Bullego na nowego przewodniczącego rady komisarzy ludowych republiki. Na początku lipcau 1918 r. zdecydował o włączeniu republiki do Północnokaukaskiej Republiki Radzieckiej, jako jednej z jej trzech części składowych, obok Stawropolskiej Republiki Radzieckiej oraz Kubańsko-Czarnomorskiej Republiki Radzieckiej. Niezależnie od walk białych z czerwonymi wznowiły się również starcia na tle narodowym między Czeczenami i Inguszami a Rosjanami. W tym samym czasie, w sierpniu 1918 r., Armia Ochotnicza zdobyła Jekaterynodar, po czym odniosła serię zwycięstw nad Armią Czerwoną Kaukazu Północnego. W celu niedopuszczenia do straty Północnego Kaukazu Komitet Centralny WKP (b) skierował do republiki tereckiej Sergo Ordżonikidzego. Porozumiał się on z inogorodnymi i ludami górskimi, które w dalszym ciągu popierały bolszewików, licząc na przejęcie ziemi po Kozakach, a także na utworzenie własnego państwa. Współtworzyły czerwone oddziały, które stłumiły powstanie kozackie. Siły zbrojne Tereckiej Republiki Radzieckiej składały się z 1 i 2 pułku władykaukaskiego pod dowództwem Mitiajewa i Frejtaga, oddziałów pod dowództwem A. Gegeczkoriego, P. Agnijewa i K. Kasajewa, chińskiego oddziału rewolucyjnego, 1 uderzeniowej kolumny szariackiej, odrębnych oddziałów Inguszy i Czeczenów, 300-osobowego oddziału robotników z Groznego pod dowództwem Michała Lewandowskiego.
2 sierpnia 1918 r. do Władykaukazu wkroczyły formacje inguskie, które splądrowały miasto. Pod kierunkiem Ordżonikidzego rozpoczęto wysiedlenia Kozaków, których ziemię rozdzielano między górali walczących pod stronie czerwonych.

### Upadek
Czerwoni mieli na Północnym Kaukazie przewagę liczebną nad białymi, jednak nie zdołali utrzymać się we Władykaukazie. Najpierw szereg klęsk w walkach z Armią Ochotniczą gen. Antona Denikina poniosła 11 Armia Czerwona, w styczniu 1919 r. 12 Armia musiała wycofać się, gdyż zagrażało jej całkowite otoczenie. W końcu stycznia 1919 r. ukonstytuował się Rewolucyjny Komitet Obrony Tereckiej Republiki Radzieckiej. Jednak już w następnym miesiącu zajęte przez białych zostały te jej obszary, na których dominowała ludność rosyjska. Siły Denikina nigdy nie zdobyły natomiast pełnej kontroli nad terenami górskimi, a ludy górskie niejednokrotnie organizowały przeciwko nim rajdy i powstania.
Bolszewicy ponownie opanowali terytorium nad Terekiem w marcu 1920 r.